# 2,3,7,8-Tetraklór-dibenzo-p-dioxin
A 2,3,7,8-tetraklór-dibenzo-p-dioxin, 2,3,7,8-tetraklór-dibenzo[1,4]-dioxin vagy TCDD egy poliklórozott dibenzo-p-dioxin (néha pontatlanul egyszerűen „dioxin”-nak rövidítik), amelynek kémiai képlete C12H4Cl4O2. A tiszta TCDD színtelen szilárd anyag, amelynek szobahőmérsékleten nincs megkülönböztethető szaga. Általában szerves anyagok égetési folyamatainak nem kívánt termékeként vagy szerves szintézisek melléktermékeként keletkezik.
A TCDD sorozatának (poliklórozott dibenzodioxinok, más néven PCDD-k vagy egyszerűen dioxinok) legerősebb vegyülete (kongenerje), és a vietnami háborúban használt Agent Orange gyomirtó szerben lévő szennyező anyagként vált ismertté. A Seveso-katasztrófa során TCDD került a környezetbe. Ez egy perzisztens szerves szennyezőanyag (olyan anyag, mely extrém hosszú idő alatt bomlik le, vagy egyáltalán nem).

## Konkrét mérgezési esetek
- Viktor Andrijovics Juscsenko